# Hrehorów (obwód iwanofrankiwski)
Hrehorów (ukr. Григорів) – wieś na Ukrainie, w obwodzie iwanofrankiwskim, w rejonie rohatyńskim. 
W II Rzeczypospolitej w powiecie rohatyńskim województwa stanisławowskiego. W lutym i marcu 1944 nacjonaliści ukraińscy z OUN-UPA zamordowali tutaj 11 Polaków.